# البطولة الوطنية التونسية 1975–76
الدوري التونسي لكرة القدم 1975-1976 هو الموسم رقم 21 من الرابطة التونسية المحترفة الأولى لكرة القدم. أفضل 16 ناديا تونسيا يلعبون فيما بينهم ذهابا وإيابا.

فاز بهذا الموسم الترجي الرياضي التونسي، وجاء ثانيا النجم الرياضي الساحلي وثالثا النادي الأفريقي.